# Bộ Tử (子)
Bộ Tử (子) nghĩa là "con cái" hay "hạt" là một trong 31 bộ thủ được cấu tạo từ 3 nét trong số 214 Bộ thủ Khang Hi. Trong Khang Hi tự điển, có 83 ký tự (trong tổng số 49.030) được tìm thấy dưới bộ thủ này.
Chữ 子 còn có một âm khác là tý trong 12 Địa Chi.

## Chữ thuộc bộ Tử (子)

Giáp cốt văn
Kim văn
Đại triện
Tiểu triện

| Số nét | Chữ                        |
| ------ | -------------------------- |
| 3 nét  | 子 孑 孒 孓                |
| 4 nét  | 孔                         |
| 5 nét  | 孕                         |
| 6 nét  | 孖 字 存 孙                |
| 7 nét  | 孚 孛 孜 孝 孞 斈          |
| 8 nét  | 孟 孠 孡 孢 季 孤 孥 学 孧 |
| 9 nét  | 孨 孩 孪                   |
| 10 nét | 孫 孬 孭                   |
| 11 nét | 孮 孯 孰 孲                |
| 12 nét | 孱                         |
| 13 nét | 孳 孴 孶                   |
| 14 nét | 孵 孷                      |
| 16 nét | 學 孹                      |
| 17 nét | 孺 孻                      |
| 19 nét | 孼                         |
| 20 nét | 孽 孾                      |
| 21 nét | 孿                         |